# 777 〜Best of dreams〜
『777 〜Best of dreams〜』（スリーセブン ベストオブドリームス）は、女性7人組音楽ユニットdream（現Dream）のベストアルバム。レーベルはavex trax。2004年9月29日発売。

## 概要
- 3人組時代のシングルA面曲を7人組dreamでセルフカバー
- 2ndアルバム「Process」以来のCD-DA規格
- 初回盤はボーナストラック2曲（同年8月リリースのシングル曲）、777スペシャルステッカー封入
- オフィシャルウェブサイト上にて3人時代の全楽曲を対象に収録して欲しい楽曲のアンケートを行ったが、本アルバムにはシングル曲のみが収録され後日カップリング曲をセルフカバーした裏ベスト（777 〜another side story〜）が発売されることになった。

## 収録曲
1. Movin' on
2. Heart on wave
3. Private wars
4. reality
5. My will
6. Believe in you
7. solve
8. Our Time
9. Get Over
10. Yourself
11. PURE（初回盤のみ）
作詞：永山耕三、作曲・編曲：Sin
12. Love Generation（初回盤のみ）
作詞：永山耕三、作曲・編曲：Sin